# Малоно
Малоно (итал. Malonno) је насеље у Италији у округу Бреша, региону Ломбардија.
Према процени из 2011. у насељу је живело 2619 становника. Насеље се налази на надморској висини од 525 м.

## Становништво
Према резултатима пописа становништва 2011. у општини је живело 3.320 становника.
| 1951. | 1961. | 1971. | 1981. | 1991. | 2001. | 2011. |
| ----- | ----- | ----- | ----- | ----- | ----- | ----- |
| 3.203 | 3.356 | 3.202 | 3.389 | 3.398 | 3.326 | 3.320 |